# Vuokojärvi
Vuokojävri eller Vuogujävri är en sjö i Finland. Den ligger i kommunen Utsjoki i landskapet Lappland, i den norra delen av landet, 1 100 km norr om huvudstaden Helsingfors. Vuokojävri ligger 243 meter över havet. Arean är 4,02 kvadratkilometer och strandlinjen är 10,78 kilometer lång. Sjön  ingår i Tana älvs huvudavrinningsområde.   Omgivningarna runt Vuokojävri är i huvudsak ett öppet busklandskap. Den sträcker sig 3,1 kilometer i nord-sydlig riktning, och 2,9 kilometer i öst-västlig riktning.